# Сидельковский, Лазарь Наумович
Сидельковский Лазарь Наумович (14 августа 1920, Кривой Рог, Екатеринославская губерния — 23 декабря 2004, Москва) — советский и российский учёный в области промышленной теплоэнергетики, доктор технических наук (1971), профессор (1972). Лауреат Премии Совета Министров СССР (1985), Заслуженный деятель науки и техники Российской Федерации (1995).

## Биография
Родился 14 августа 1920 года в городе Кривой Рог.
В 1936 году поступил в Московский энергетический институт.
Участник Великой Отечественной войны, инженер-лейтенант. Оборонял Москву. В октябре 1941 года, не успев на эшелон МЭИ, с другом самостоятельно отправился в эвакуацию в город Свердловск, а затем в Алма-Ату.
В 1946 году окончил Московский энергетический институт. Окончил аспирантуру, защитил кандидатскую диссертацию.
В 1971 году защитил диссертацию на соискание учёной степени доктора технических наук.
Работал на должности профессора кафедры энергетики высокотемпературной технологии (ЭВТ) в Московском энергетическом институте. Работал преподавателем Института энергоэффективности и водородных технологий (ИЭВТ, ранее ИПЭЭФ).
Умер 23 декабря 2004 года. Похоронен на Введенском кладбище города Москвы.

## Научная деятельность
Специалист в области промышленной теплоэнергетики и топливно-котельной техники. Автор более 200 научных трудов, в том числе учебников и пособий для вузов. Соавтор патентов.
Мнего лет возглавлял исследования по новому направлению в мировой науке — циклонным энерго-технологическим процессам.

### Научные труды
- Сидельковский Л. Н., Шурыгин А. П. Циклонные энерготехнологические установки. — М. : Госэнергоиздат, 1962. — 80 с.
- Сидельковский Л. Н., Юренев В. Н. Парогенераторы промышленных предприятий : Учебник для студентов вузов, обучающихся по специальности «Промышленная теплоэнергетика». — М. : Энергия, 1978. — 336 с.
- Куперман, Л. И. Вторичные энергоресурсы и энерготехнологическое комбинирование в промышленности : Учебник для вузов по специальности «Промышленная теплоэнергетика» / Л. И. Куперман, С. А. Романовский, Л. Н. Сидельковский. — 2-е изд., перераб. и доп. — Киев : Вища школа, 1986. — 302 с.
- Сидельковский Л. Н., Юренев В. Н. Котельные установки промышленных предприятий : Учебник для студентов вузов, обучающихся по специальности «Промышленная теплоэнергетика». — Изд. 4-е, репр. — М. : Бастет, 2009. — 526 с. — ISBN 978-5-903178-13-1.

## Награды
- Премия Совета Министров СССР (1985);
- Заслуженный деятель науки и техники Российской Федерации (6 января 1995) — за заслуги в научной деятельности[6];
- Медаль «За оборону Москвы»[3].